# Nuevo Progreso, San Andrés Tuxtla
Nuevo Progreso är en ort i Mexiko.   Den ligger i kommunen San Andrés Tuxtla och delstaten Veracruz, i den sydöstra delen av landet, 400 km öster om huvudstaden Mexico City. Nuevo Progreso ligger 39 meter över havet och antalet invånare är 279.
Terrängen runt Nuevo Progreso är platt åt sydväst, men åt nordost är den kuperad. Runt Nuevo Progreso är det ganska glesbefolkat, med 47 invånare per kvadratkilometer. Närmaste större samhälle är Comoapan, 18,0 km norr om Nuevo Progreso. Omgivningarna runt Nuevo Progreso är en mosaik av jordbruksmark och naturlig växtlighet.